# Очилата гага
Очилатата гага (Somateria fischeri) е средно голяма птица от семейство Патицови (Anatidae). Има изразен полов диморфизъм.

## Общи сведения
Очилатата гага е масивна птица със средни размери. Дължината на тялото е 52 – 56 cm. През пролетта мъжките тежат ок. 1500 g, а женските – около 1600 g, но след размножителния период мъжките стават по-тежки от женските.
През пролетта (по време на размножителния период) и през зимата долната страна, краят на крилете и опашните пера на мъжката очилата гага са черни на цвят; гърбът, рамената и гърлото му са бели. Главата му е зеленикава с бели кръгове („очила“) около очите, а клюнът и краката са жълти. Челото е издължено и полегато. Късно през лятото и наесен мъжкия линее и оперението се сменя в кафяво. Женската очилата гага има кафяво оперение през цялата година и прилича на женската обикновена гага, като на главата си обаче има светло петно. Младите птици приличат на женските по окраска. В оперението на очилатите гаги се съчетават контрастни цветове (бяло с черно), преливащи в зеленикави и маслинено зелени тонове.

## Разпространение и численост
В процеса на своето развитие, очилатите гаги са използвали за гнездови територии обширни части от брега на Аляска -- от полуостров Нушагак на северозапад, нос Бароу на север и до границата с Канада на изток. В миналото са гнездяли и на голяма част от арктичното крайбрежие на Русия. Днес съществуват три основни гнездови района: централното крайбрежие на делтата на р. Юкон и р. Кускоквим; арктичните крайбрежни равнини в Аляска и арктичните крайбрежни равнини в Русия (от делтата на р. Лена на запад до Чукотския полуостров на изток). Неголям брой двойки гнездят на о-в Сейнт Лорънс. Изследванията сочат, че част от очилатите гаги линеят в края на лятото и през есента в източната част на Нортън Саунд и залива Ледярд в Аляска, в залива Мечигменский и в междуречието на делтите на Колима и Индигирка в Русия. Зимуващи ята очилати гаги са открити в Берингово море между о-вите Сейнт Лорънс и Сейнт Матю, като до това откритие се стига едва през 1995.
От 70-те до 90-те години на 20 век числеността на гнездящите популации в делтата на Юкон и Кускоквим е намаляла с 96% или средно с 9% всяка година, като днес са оцеляли едва около 4000 двойки. За други гнездови територии почти няма данни за предходни години. Учените дори не знаят дали популациите в Северна Аляска и Русия са намалели или са се увеличили, макар че популациите по арктичните крайбрежни равнини вероятно намаляват своята численост бавно и прогресивно. В Аляска гнездят 3000 – 4000 двойки, а в Русия -- поне 40 000. Според проучванията, в Берингово море през зимата има около 360 000 птици, което се смята за приблизително общия брой на очилатите гаги в света. Към това количество обаче се причисляват и птиците, които не се размножават.

## Начин на живот и хранене
Очилата гага е патица гмурец, прекарвайки по-голямата част от годината в морето. Там се храни с ракообразни и мекотели (миди и др.), които търси на морското дъно, както и със семена и вегетативни органи на различни растения. Когато се запролети, брачните двойки отлитат за своите гнездови райони в дъждовната крайбрежна тундра, където пристигат в средата на май. Те строят гнезда близо до плитки езера, обикновено на не повече от 3 метра от водата. През пролетта прехраната им се състои от водни насекоми, ракообразни и растителност. След като женската снесе яйцата, мъжката очилата гага напуска гнездовите територии (обикновено в края на юни) и се отправя към водните райони на линеене, изминавайки понякога до 50 km навътре в морето. Женските, чиито гнезда биват разрушени, последват своите половинки до средата на август, а тези, които отглеждат потомство, остават с младите птици до началото на септември. По време на линеето очилатите гаги се събират в сравнителни плитки крайбрежни води, които обикновено са дълбоки не повече от 36 m. През зимата (октомври-март) те навлизат във вътрешни морски води, където дълбочината на водата стига до 65 m. Понякога образуват огромни колонии в морето, заобиколени от лед. Те се намират в постоянно движение и по тази причина водата под тях не замръзва. Това им позволява да търсят храна в морето през зимата, когато при други обстоятелства това би било невъзможно.

## Размножаване
Гнезди на двойки по бреговете на Аляска и Североизточен Сибир или близо до карстови езера. Строи гнездото си близо до морето. Снася 5 – 9 яйца. Инкубационният период трае 24 дена (П. Ерлих, Д. Добкин и Д. Уай, „The Birders Handbook: A Field Guide to the Natural History of North American Birds“, 1988). След завършването на размножителния период мъжката очилата гага се връща в морето, а женската остава с потомството си на сушата до началото на септември.

## Допълнителни сведения
Не се среща на територията и акваторията на България. Най-редкият вид в род Гаги с най-малък ареал. Включен в Международната червена книга на застрашените животни. В Аляска ловът на очилати гаги за прехрана или развлечение е забранен от 1991 година. През последните 10 години обаче в делтата на Юкон и Кускоквим всяка година се регистрират средно по 255 убити птици. При лов на всякакви водоплаващи птици трябва да се използват нетоксични сачми. В САЩ оловните сачми при лов на водоплаващи птици са забранени със закон от 1991. Причините за спада в числеността на тези птици не са напълно изяснени. Отравянето с изстреляни оловни сачми и ловуването от човека допринасят за унищожаването на вида. Сред естествени врагове на очилатите гаги по гнездовите територии са лисицата, големите чайки и гарваните, като интензивността на хищничеството се засилва на места, където човешките дейности и количеството на отпадъците създават предпоставки за увеличаването на броя на хищниците. Сложните промени в популациите на рибите и безгръбначните в Берингово море също оказват влияние върху изчезването на вида, тъй като в този водоем очилатите гаги прекарват 8 до 10 месеца годишно (съответно женски и мъжки очилати гаги). Допълнително ситуацията се влошава от промените в екосистемата на Берингово море, предизвикани от промишления риболов и замърсяването на водите.
Устройството на гнездото, броят на снесените яйца, животът и поведението след размножителния период на очилатата гага се доближават много до гребенчатата гага.

## Галерия
- Мъжка очилата гага.
- Гнездо.
- Две мъжки и две женски очилати гаги.
- Мъжка очилата гага.
- Мъжка очилата гага.
- Мъжка очилата гага.
- Гнездо.
- Три млади очилати гаги.
- Museum specimen